# 自強隧道 (基隆市安樂區)
自強隧道，原名安樂隧道，位於台灣基隆市安樂區安樂路一段與二段之間，是一座單孔雙向兩線的公路隧道。由中興工程顧問社設計，南部承商施工。1976年9月開工，期間曾發生多次災變導致坍方，最長停工約一年才復工，1978年隧全部貫通。1979年9月開放通車。蔣經國先生曾在1976、1979年來基隆市巡視時，察看本工程的進度。該隧道全長約315公尺，寬12公尺，總工程費新臺幣八千萬元，限高4.6公尺。隧道內左右兩側設有行人步道，各寬1.4公尺。

## 周邊景點
- 獅球嶺隧道